# Fußball (Sportgerät)

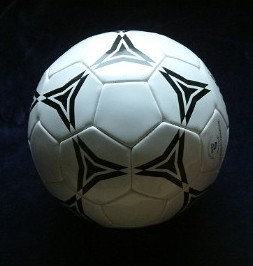
Fußball mit Wabenstruktur

Der Fußball ist das Spielgerät der gleichnamigen Mannschaftssportart Fußball.

## Geschichte

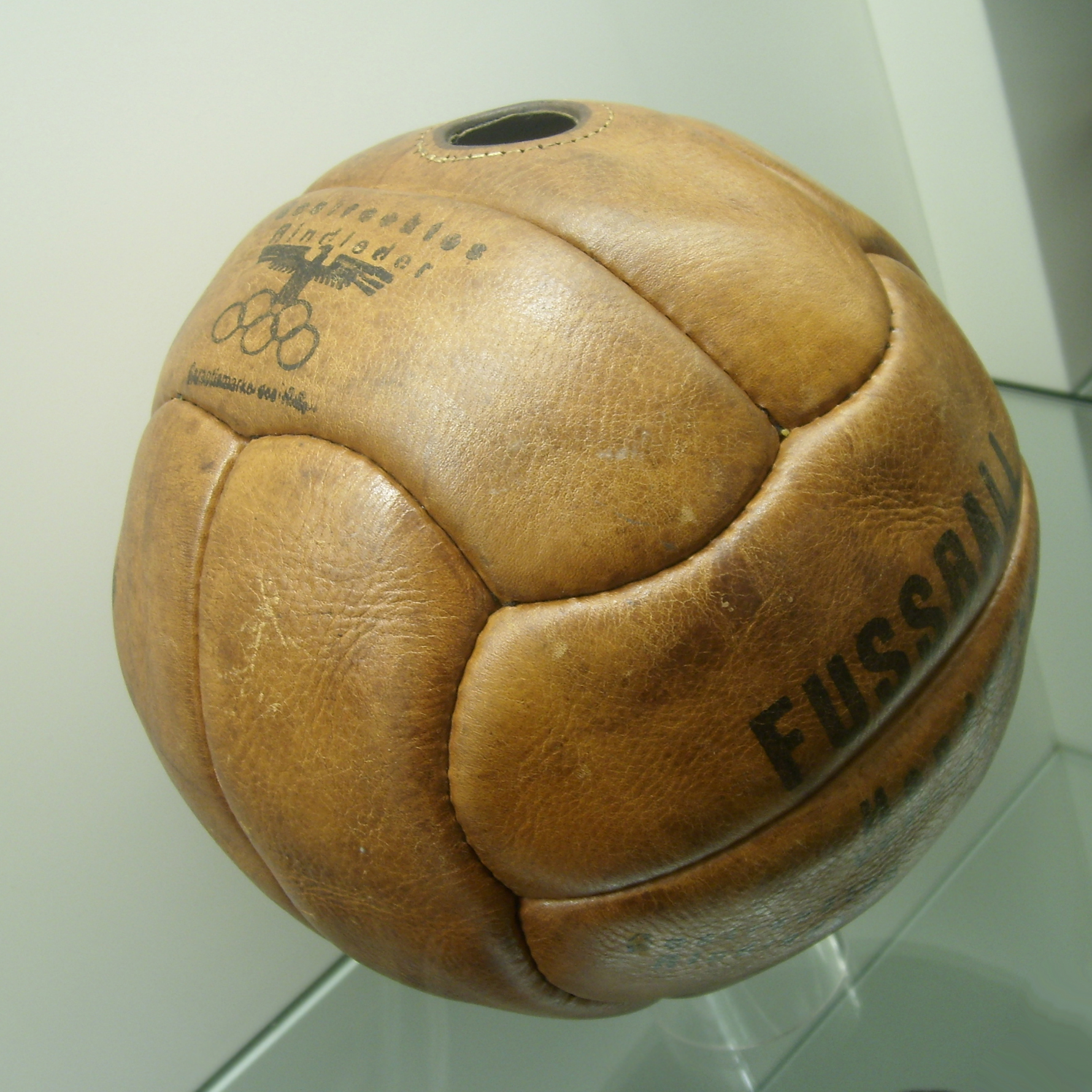
Lederfußball für die Wettbewerbe bei den Olympischen Spielen 1936

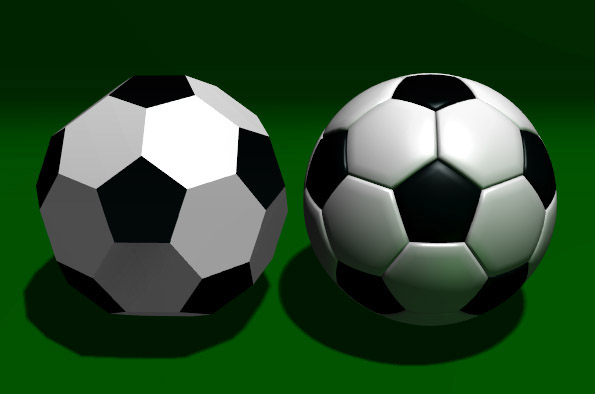
Ikosaederstumpf und klassischer Fußball

In China spielte man bereits in vorchristlicher Zeit mit Lederbällen, die mit Federn und Tierhaaren gefüllt waren. Die ersten Fußbälle bestanden aus verschiedenen Materialien wie auch Stoffresten und wurden von Netzen zusammengehalten. Zwischen den Jahren 220 und 680 erfand man dort den luftgefüllten Ball.
1920 erfand Fritz Stöcklein in Schweinfurt den schnürlosen VAU-DE-Es-Fußball mit Rückschlagventil.
In den 1930er Jahren erfanden die Argentinier die Blase mit Ventil. Der Nachteil des unbehandelten Leders war, dass es sich bei Regen mit Wasser vollsog und so schwerer wurde. Erst durch Imprägnierung gelang es, diesen Effekt zu mindern. Bei der Fußball-Weltmeisterschaft 1954 in der Schweiz kam ein Spielball mit einem Durchmesser von 21,5 cm zum Einsatz. Das Material war aus lohgegerbtem statt gefettetem Rindsleder mit 1,8 Millimeter Dicke.
Bis zum Ende der 1960er Jahre bestand der Fußball aus vernähten Lederstreifen (meist sechs Gruppen von zwei oder drei nebeneinander liegenden Streifen) und war mit einer Schweinsblase gefüllt. Diese wurde ursprünglich am oberen Ende zusammen geknotet, so dass die Luft nicht entweichen konnte.
Zur Fußball-Weltmeisterschaft 1970 in Mexiko wurde ein aus Fünf- und Sechsecken zusammengenähter Ball eingeführt. Der Telstar Durlast war der erste offizielle Ball einer Fußball-WM, bei den vorherigen Weltmeisterschaften entschied immer der Gastgeber über das Spielgerät. Der aus 12 Fünfecken und 20 Sechsecken bestehende Fußball entwickelte sich weltweit zu einem Quasi-Standard. Aus geometrischer Sicht ist ein solcher Fußball ein Ikosaederstumpf, also ein vollkommen symmetrisches Ikosaeder, dessen zwölf Ecken zu Fünfecken geebnet wurden.
Bei der Fußball-Weltmeisterschaft 1986 (erneut in Mexiko) wurde erstmals ein Fußball eingesetzt, der vollsynthetisch war und gegen Nässe damit weitestgehend unempfindlich ist. Heute werden hochwertige Bälle nicht mehr genäht, sondern verklebt, um den Einfluss der Nässe zusätzlich zu verhindern.

## Form und Maße
Nach den Regeln des Fußball-Weltverbandes (FIFA) und des Deutschen Fußball-Bundes (DFB) ist ein Fußball regelgerecht, wenn er
- kugelförmig ist,
- aus einem geeigneten Material gefertigt ist,
- einen Umfang von mindestens 68 cm und höchstens 70 cm hat,
- zu Spielbeginn ein Gewicht von mindestens 410 Gramm, jedoch höchstens 450 Gramm besitzt und
- mit einem Überdruck von 0,6 bis 1,1 bar gefüllt ist.

Dies entspricht der Ballgröße 5, die allgemein im Erwachsenenbereich eingesetzt wird.
Für die Altersklassen der Kleinfeld-/Jugendspiele sieht die Empfehlung des DFB folgende Bälle vor:
G-Jugend
Größe 3 (290 g) Ø 19,10 cm
F-Jugend
Größe 3/4 (290 g) Ø 19,10 cm/21,01 cm
E-Jugend
Größe 4 (290 g/350 g) Ø 21,01 cm
D-Jugend
Größe 4/5 (350 g) Ø 21,01 cm/22,28 cm
Die Empfehlung des DFB ist für seine einzelnen Landesverbände nicht bindend und wird daher unterschiedlich gehandhabt.
So schreibt der Westdeutsche Fußballverband (WDFV) als Regionalverband seinen drei Landesverbänden ab dem 1. Juli 2017 für die G-/F-Jugend Größe 3 (290 g) und für die E-/D-Jugend Größe 4 (350 g) verbindlich vor.
Fußbälle in Größe 1 (Durchmesser ca. 14,5 cm / Umfang ca. 45 cm) und Größe 2 (Umfang ca. 46 bis 48 cm, Gewicht ca. 225 g) werden im offiziellen Sportbetrieb kaum eingesetzt und eher im privaten Freizeitsport genutzt. Statt als Spielgerät werden Fußbälle dieser kleinsten Größe dafür zum Beispiel als Souvenirartikel verwendet.

## Farbe
Üblicherweise haben Fußbälle heute eine helle, meist weiße Grundfarbe. Ein klassischer Fußball hat zusätzlich noch schwarze Flecken. Wenn im Winter Schnee auf dem Rasen liegt, kommen sogenannte Winter- oder Schneebälle zum Einsatz, welche eine orange-rote Grundfarbe haben, um einen Kontrast zur Umgebung zu bilden.
Der erste weiße Ball, der im Fußball verwendet wurde, soll in den frühen 1930er Jahren in Brasilien benutzt worden sein, in einem Spiel zwischen São Paulo da Floresta und dem CR Vasco da Gama. Das Spiel wurde spätabends ausgetragen. Die Spieler hatten Schwierigkeiten, den Ball zu sehen, der damals üblicherweise braun war. Joaquim Gomes Simon besorgte eine Dose Farbe und malte den Ball weiß an.

## Herstellung
Klassische Fußbälle werden in Handarbeit wie folgt angefertigt:
1. Auf der Rückseite des Leders wird PVC in einzelnen Bahnen mit einem Futter aus mehreren Lagen Baumwoll- und Polyesterstoff beklebt. Dadurch wird der Ball stabilisiert und behält seine Form.
2. Die fünf- bzw. sechseckigen „Waben“ werden gestanzt und zugleich mit Schlitzen für die Naht versehen. Ein Arbeiter stanzt pro Tag Einzelteile für 300 bis 400 Bälle aus.
3. Die ausgestanzten Einzelteile werden zu Sätzen sortiert. Die aus Naturkautschuk bestehende Gummiblase (auch Seele genannt) sowie der Nähfaden werden dazugegeben. Auf die Fäden wird Wachs aufgetragen, um die Naht und damit den Ball wasserdicht zu machen.
4. Für einen Ball sind durchschnittlich drei Stunden Nähzeit nötig, so dass ein Arbeiter etwa drei Bälle pro Tag nähen kann.
5. Nach dem Nähen findet eine Qualitätskontrolle statt. Rundheit, Masse und Luftverlust werden überprüft. Anschließend werden die Bälle lackiert und bekommen Design und Markenlabel aufgetragen. Schließlich werden sie exportfertig verpackt und per Flugzeug oder Schiff an den Bestimmungsort versandt.

Etwa 75 % von mehr als 40 Millionen Stück pro Jahr der Weltproduktion an Fußbällen stammen aus dem Gebiet um die Stadt Sialkot im Punjab (Pakistan). Die Fußbälle werden bis auf einige Ausnahmen von äußerst schlecht bezahlten Nähern hergestellt, oft auch von Kindern unter 14 Jahren. Pro Ball verdienen die Näher zirka 65 bis 75 Cent. Der Endpreis des offiziellen WM-Balls 2018 liegt in Deutschland bei 149,95 Euro. Um Kinderarbeit einzuschränken, beauftragen einige Sportartikelkonzerne nur noch Firmen, die ihre Arbeiter zentral in großen Fabrikhallen unter kontrollierten Arbeitsbedingungen beschäftigen (siehe Fairer Handel). Andere verlagern die Produktion jedoch nach China, da die Löhne dort noch niedriger sind. Die seit 2004 hergestellten Kunststoffbälle müssen nicht mehr vernäht werden, sondern werden verklebt, dies bedroht die Einnahmen und damit die Lebensbasis zehntausender Pakistanis.
Als Internationaler Matchball Standard bezeichnet die FIFA die Prüfsiegel der nach ihren Produktqualität-Standard-Mindestvorgaben hergestellten Fußbälle. Ausschließlich diese dürfen bei Hallen- oder Freiluftturnieren der FIFA sowie ihrer sechs Basis-Konföderationen verwendet werden. Die Bezeichnung ist das kostengünstige technische Äquivalent zum gebührenpflichtig zu lizenzierenden FIFA Inspected-Siegel.

## Offizielle Spielbälle
Bis zur Fußball-Weltmeisterschaft 1966 wurde der Spielball jeweils vom Gastgeber bestimmt und stammte üblicherweise von einem Hersteller aus dem Land des Ausrichters. Seit 1970 werden alle offiziellen Spielbälle bei den Welt- und Europameisterschaften sowie den Olympischen Sommerspielen von Adidas hergestellt. Seit der Saison 2000/01 beliefert Adidas zudem die UEFA Champions League mit einem Ball namens „Finale“ und zwischen 2010 (Einführung eines einheitlichen Bundesliga-Spielballs) und 2018 die Bundesliga mit dem „Torfabrik“-Ball. Seit der Saison 2018/19 wird der einheitliche Bundesliga-Spielball mit dem „Brillant APS“ von Derbystar gestellt. Im März 2025 gab die DFL bekannt, dass ab der Saison 2026/27 erneut Adidas den offiziellen Spielball für die 1. und 2. Bundesliga stellt.

### FIFA-Weltmeisterschaften
Für die FIFA-Weltmeisterschaften wurden jeweils Weiterentwicklungen von den ausgewählten Unternehmen hergestellt.
Top Star – Schweden 1958:
Der Topstar aus schwedischer Herstellung wurde aus einer Liste von 102 eingereichten Bällen ausgewählt. Er war aus gelblichem Leder, das in den damals üblichen länglichen Panels verarbeitet wurde. Der Topstar wurde als zweiter offizieller Spielball auch bei der nachfolgenden Weltmeisterschaft 1962 noch eingesetzt.
Mr. Crack – Chile 1962:
Mr. Crack war der Ball eines chilenischen Herstellers aus gelblichem Leder. Aufgrund qualitativer Mängel ließ die FIFA als zweiten offiziellen Spielball nochmals den Topstar von 1958 zu.
Challenge 4-Star – England 1966:
Der Challenge 4 Star wurde vom englischen Hersteller Slazenger produziert und bestand wie seine Vorgänger aus Leder, die im länglichen Panel-Design zusammengefügt wurden. Der im Finale eingesetzte Ball hatte eine rötlich-braune Farbe.
Telstar – Mexiko 1970:

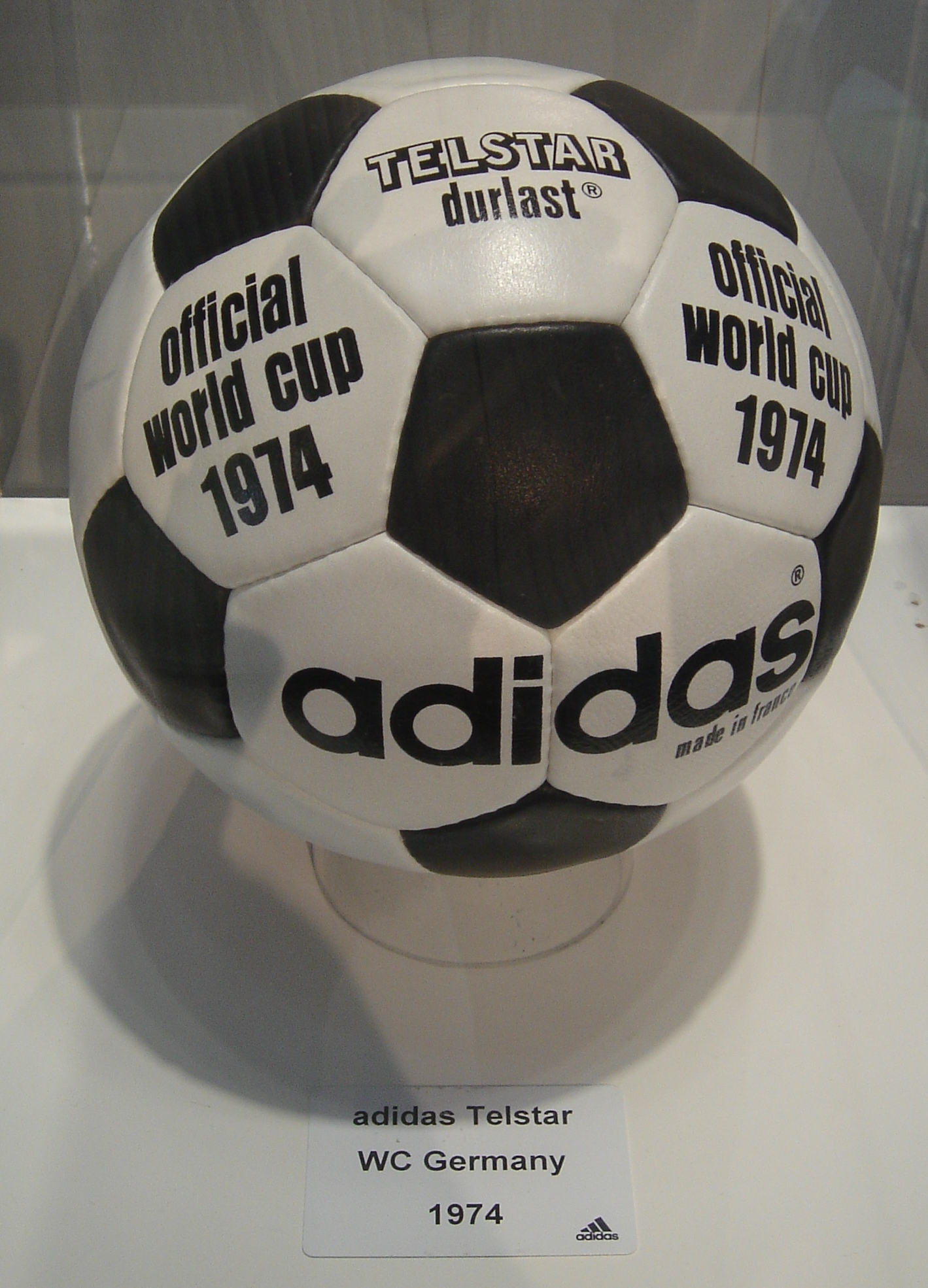
Telstar 1974

Der Telstar war, wie für Fußbälle zu dieser Zeit üblich, komplett aus Leder. Anders als andere Bälle war er indessen aus 32 handvernähten Panels gefertigt und bestand aus zwölf schwarzen Fünfecken und 20 weißen Sechsecken (dies entspricht einem Ikosaederstumpf). Das schwarz-weiße Design des Telstar wurde besonders bekannt. Der Telstar – dessen Name von „Star of Television“ abgeleitet wurde – war gegenüber braunen Bällen im Schwarzweißfernsehen besser zu erkennen. Neben dem schwarz-weißen Modell wurden auch weiße und braun-rote Modelle für die WM produziert.
Telstar Durlast – Deutschland 1974:
Bei dieser Fußball-WM wurden zwei Spielbälle eingesetzt. Der Telstar erlebte sein Comeback mit einer schwarzen statt der bisherigen goldfarbenen Beschriftung. Zusätzlich führte man nach dem Erfolg des Telstar mit dem Chile ein ganz in Weiß gehaltenes neues Modell ein. Dieser Ball war nach dem rundum weißen Ball benannt, mit dem während der WM 1962 in Chile gespielt wurde.
Tango Durlast – Argentinien 1978:
Im Fußballdesign gab es 1978 mit der Einführung des Tango eine entscheidende Weiterentwicklung. 20 identische Triaden vermittelten den optischen Eindruck von zwölf identischen Kreisen. Das klassische Wabenmuster wurde damit abgelöst, denn die Spielbälle der nächsten fünf Fußball-Weltmeisterschaften basierten auf diesem Grunddesign. Der Tango zeichnete sich zudem durch eine höhere Wetterbeständigkeit aus.
Tango España – Spanien 1982:
Gegenüber dem Tango von 1978 wurde das Design nur geringfügig verändert. Allerdings kam beim Tango España eine wichtige technische Innovation zum Einsatz. Der Tango España – noch immer ganz aus Leder – hatte erstmals wasserdicht versiegelte Nähte. Dadurch verringerte sich die Wasseraufnahme des Balls bei feuchtem Spielwetter drastisch, und die Gewichtszunahme wurde minimiert.
Azteca México – Mexiko 1986:
Der Azteca war der erste vollsynthetische Spielball bei einer Fußball-WM. Die Verwendung von synthetischen Materialien erhöhte die Strapazierfähigkeit und reduzierte die Wasseraufnahme weiter. Der Azteca zeigte bis dahin unerreichte Eigenschaften bei harten Böden, in Höhenlagen und bei feuchtem Klima. Sowohl das Design des Balles war von der kulturellen Vergangenheit des Landes geprägt wie auch der Name, der von den Azteken abgeleitet wurde.
Etrusco Unico – Italien 1990:

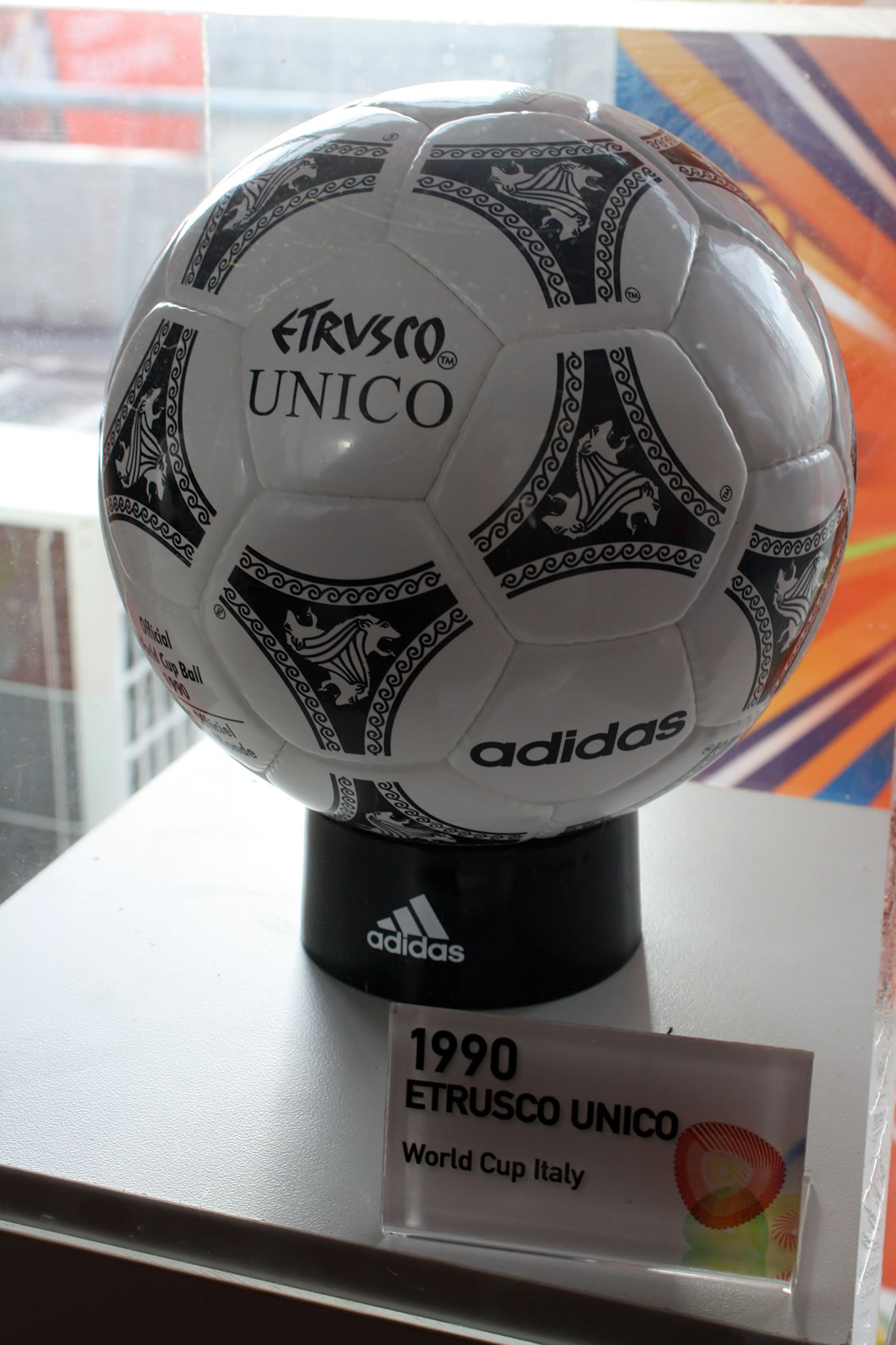
Etrusco Unico 1990

Der Etrusco Unico stellte die nächste Entwicklungsstufe synthetischer Materialien dar. Er war der erste Spielball mit einer inneren Schicht aus schwarzem Polyurethan-Schaum. Dadurch war der Etrusco Unico vollständig wasserabweisend. Der Ball ließ sich besser spielen und erreichte höhere Schussgeschwindigkeiten. Jede der 20 Tango-Triaden zierten drei etruskische Löwenköpfe.
Questra – USA 1994:
Der Questra war der erste Spielball mit einer Hightech-Schicht aus weißem Polyethylenschaum mit besonders hoher Energierückgabe. Durch die PE-Schicht war der Questra am Fuß besser kontrollierbar, löste sich jedoch deutlich schneller vom Fuß, was sich in höheren Schussgeschwindigkeiten bemerkbar machte. Der Name und das Design stehen unter dem amerikanischen Motto „Quest for the stars“ (dt. Griff nach den Sternen).
Tricolore – Frankreich 1998:
Der Tricolore war der erste mehrfarbige WM-Spielball. Inspiriert wurden der Name und das Design durch die französische Flagge, die sogenannte Trikolore und den „gallischen Hahn“, das traditionelle Symbol der Franzosen und des französischen Fußballverbands. Der Tricolore besaß zudem eine neu entwickelte Schicht aus „syntaktischem Schaum“ – eine dichte, regelmäßig angeordnete Matrix aus mit Gas gefüllten, einzeln verschlossenen und besonders strapazierfähigen Mikrobällen. Dank dieses Schaums war der Ball strapazierfähiger und überzeugte mit verbesserter Energierückgabe und Formbeständigkeit.
Fevernova – Südkorea und Japan 2002:
Der Fevernova war in seinem asiatisch bunten Design seit 1978 der erste Spielball für eine Fußball-WM mit einer anderen Gestaltung als dem Tango-Design. Die verbesserte syntaktische Schaumschicht des Fevernova verlieh dem Ball in Kombination mit dem dreilagigen Gewebe eine noch präzisere und besser berechenbare Flugbahn.
+Teamgeist – Deutschland 2006:
Der +Teamgeist wurde im Rahmen der Endrundenauslosung der FIFA-Fußball-Weltmeisterschaft Deutschland 2006 in Leipzig am 9. Dezember 2005 offiziell vorgestellt. Durch die neuartige Anordnung von 14 Panels in Form von sechs „Propellern“ und acht „Turbinen“ wird eine insgesamt rundere Struktur erreicht. Mathematisch ist die Konstruktion mit einem Oktaederstumpf verwandt. +Teamgeist weist nur eine maximale Abweichung von 0,1 % von der perfekten Kugel auf, was eine deutliche Verbesserung in Bezug auf Präzision und Ballkontrolle bewirken soll. Die Verkürzung der Nahtstellen führt außerdem zu einer besseren Belastbarkeit. Die einzelnen Panels sind nicht miteinander vernäht, sondern werden miteinander verschweißt.
Erstmals bei einer Fußball-Weltmeisterschaft wurden alle Spielbälle mit den Namen der beiden spielenden Mannschaften sowie dem Datum, der Uhrzeit und mit dem Spielort beschriftet. Beim Finale wurde eine goldfarbene Version des Balls mit dem Namen +Teamgeist Berlin eingesetzt.
Jabulani – Südafrika 2010:
Der Name entstammt der Sprache der Zulu, wo Jabulani die Bedeutung ‚feiern‘ besitzt. Der Ball wiegt 440 Gramm und hat einen Umfang von 69 Zentimeter. Die spezielle Oberflächenbeschaffenheit soll (ähnlich einem Golfball) die aerodynamischen Eigenschaften verbessern, die neu entwickelte „Blase“ erlaubt bessere Rücksprungeigenschaften. Für das Finale wurde der Ball mit einem goldfarbenen Spezialdesign versehen und trägt den Namen Jo’bulani.
Brazuca – Brasilien 2014:

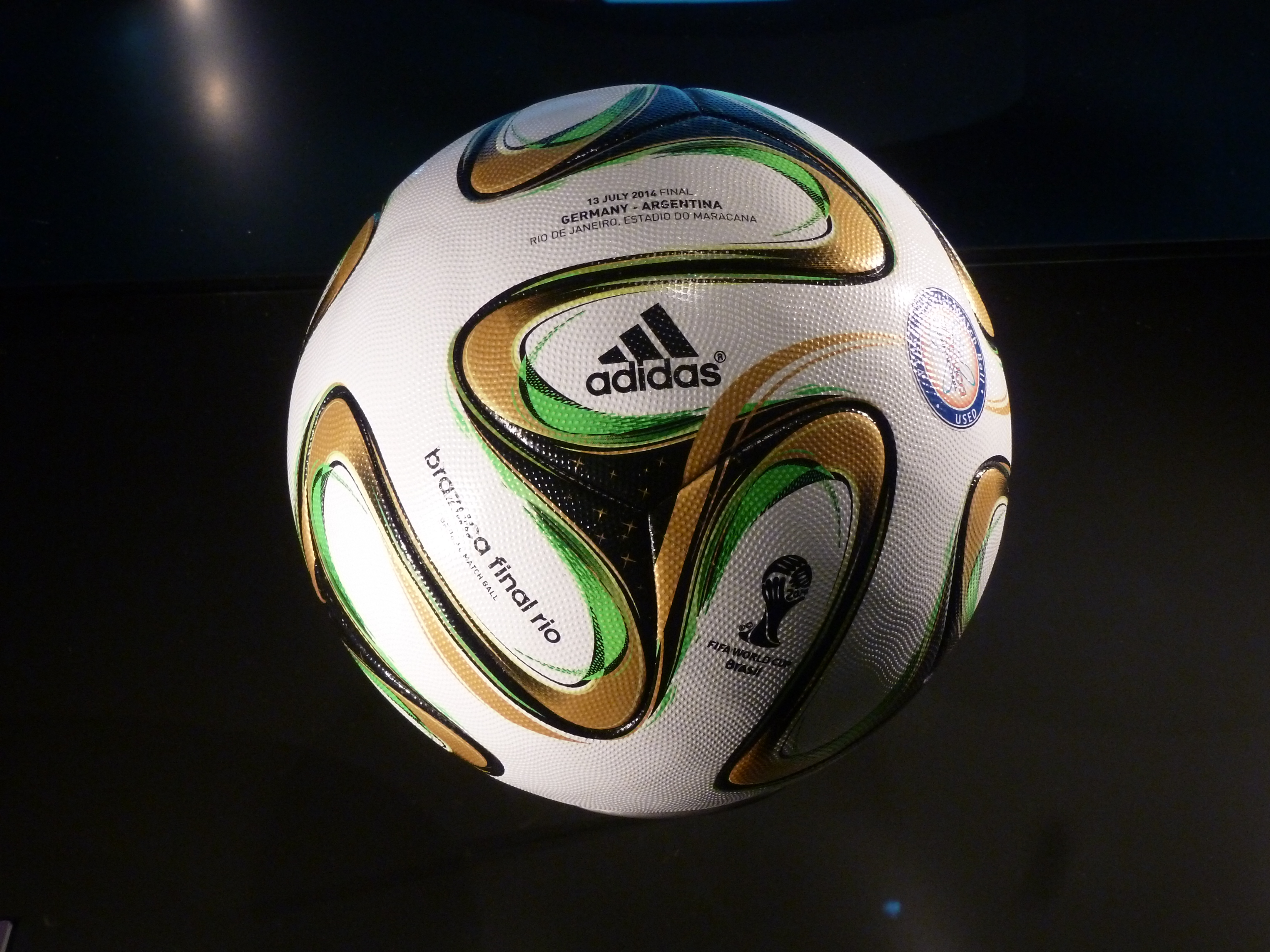
Brazuca 2014 (Finalball)

Der Name wurde von den Fans im Jahr 2012 mittels Voting bestimmt und setzte sich gegen Bossa Nova und Carnavalesca durch. Auffällig ist die Optik des Balls: Die Oberfläche ist aus sechs kongruenten Elementen (sogenannte Panels) in Form vierflügeliger Propeller zusammengesetzt.
Telstar 18 (Fußball) – Russland 2018
 Al Rihla – Katar 2022

### FIFA-Konföderationspokale
Für einige Konföderationen-Pokale der FIFA wurden ebenfalls gesonderte Bälle entwickelt.
- Pelias II – Deutschland 2005

Der Pelias II war eine grafisch überarbeitete Version des Balls der Olympischen Spiele von Athen, dessen Design von den Nationalfarben Deutschlands, schwarz, rot und gold, geprägt war. Wie bereits der Roteiro 2004 wurde er mit der neuen Klebetechnik hergestellt und enthielt auch ein Gegengewicht zum Ventil.
- Kopanya – Südafrika 2009

Der Kopanya gleicht in seiner Konstruktion exakt dem EUROPASS. Der Name Kopanya stammt aus dem Süd-Sotho, einer offiziellen Sprache in Südafrika und bedeutet so viel wie „Zusammenkommen“. Das Design des Balls wurde in Anlehnung an die künstlerischen Arbeiten des Ndebele-Volks im südlichen Afrika konzipiert. Die komplexen Formen und die schwarzen Konturen sind traditionelle Elemente der Ndebele, welche mit den farbenfrohen Schwüngen in Blau, Gelb, Grün und Rot kombiniert wurden, die für moderne Ndebele-Künstler charakteristisch sind. Ein Silberschimmer verleiht dem Ball einen futuristischen Touch.
- Cafusa – Brasilien 2013

„Der Name Cafusa stellt dabei eine Kombination dreier Wörter dar, die aus der brasilianischen Kultur nicht wegzudenken sind, nämlich carnaval, futebol und samba (Karneval, Fussball, Samba). Damit und mit seinen lebhaften Farben stellt der Ball eine perfekte Verkörperung der brasilianischen Identität dar. Auch das Sternbild „Kreuz des Südens“, das auch auf der Nationalflagge Brasiliens zu sehen ist, findet sich im Design des Balles wieder.“

### UEFA-Europameisterschaften
Für die UEFA-Fußball-Europameisterschaften wurden die folgenden Spielbälle eingesetzt:
Telstar Durlast – Belgien 1972
Telstar Durlast – Jugoslawien 1976
Tango Italia – Italien 1980
Tango Mundial – Frankreich 1984
Tango Europa – Deutschland 1988
Etrusco Unico – Schweden 1992
Questra Europa – England 1996
Der Questra Europa war eine Weiterentwicklung des Spielballs Questra der Fußball-WM 1994 für die Spiele in England 1996. Auch das Design wurde, zum ersten Mal bei einer EM, dem Gastgeberland angepasst, und so zierten drei metallic-blaue Löwen und eine rote Rose die Sechsecke. Der Questra Europa war der erste farbige Fußball bei einem wichtigen Fußballturnier.
Terrestra Silverstream – Belgien & Niederlande 2000
Der Terrestra Silverstream war bei der Fußball-EM 2000 in Belgien und Niederlande der offizielle Spielball. Das Turnier wurde zum ersten Mal von zwei Ländern ausgerichtet, daher wurde das Design den Flüssen angepasst, für die die beiden Gastgeberländer Belgien und die Niederlande berühmt sind. Von den Einwohnern werden sie wegen ihres Leuchtens in der Morgensonne (in den jeweiligen Landessprachen) Silberstreifen, also „Silver Streams“ genannt.
Roteiro – Portugal 2004
Der Roteiro für Portugal 2004 wurde erstmals nicht zusammengenäht, sondern thermisch verklebt und bestand nur aus dem Kunststoff Polyurethan, was die Aufnahme von Wasser verhindern und den Ball langlebiger machen sollte. Außerdem befand sich gegenüber dem Ventil ein kleines Gewicht, welches die Unwucht kompensieren sollte, um die Flugbahn zu verbessern („Power Balance Technologie“). Er wurde nach dem Logbuch des berühmten portugiesischen Seefahrers und Entdeckers Vasco da Gama benannt. Die aqua-metallische Grundfarbe des Balles mit blauen Streifen sollte dabei an den Himmel und das Meer erinnern, während feine silberne Linien das Koordinatensystem repräsentieren.
Europass – Österreich & Schweiz 2008
Der Spielball der Euro 2008 in Österreich und der Schweiz ist eine Weiterentwicklung des +Teamgeist und wurde im Rahmen der Gruppenauslosung für die UEFA EURO 2008 am 2. Dezember 2007 in Luzern vorgestellt. Der Aufbau der 14 Panels ist gegenüber dem WM-Ball gleich. Erneuert wurde vor allem die Oberflächenstruktur, auch PSC-Texture genannt, die an eine Gänsehaut erinnert. Sie soll bei verschiedenen Wetterbedingungen mehr Griffigkeit und Kontrolle gewährleisten. Optisch ist der Ball sehr klassisch gehalten, die 12 schwarzen Punkte auf weißem Grund sind von roten und silbernen Linien umgeben, und die beiden Flaggen der Gastgeberländer fließen ebenso ins Design ein. Der Name symbolisiert die gemeinsame Ausrichtung der beiden Länder, steht aber auch für den Pass auf dem Spielfeld. Wie bei der WM 2006 wurde für das Finale ein eigener Spielball verwendet, der EUROPASS gloria, eine silberne Variante des Spielballs.
Tango 12 – Polen & Ukraine 2012
Der offizielle Spielball der UEFA Euro 2012 wurde am 2. Dezember 2011 am Rande der Gruppenauslosung in Kiew vorgestellt.
Beau Jeu – Frankreich 2016
Am 13. November 2015 in Paris offiziell vorgestellt.
Uniforia – Europa und Asien 2021
Am 6. November 2019 offiziell vorgestellt.
Fußballliebe – Deutschland 2024
Am 15. November 2023 offiziell vorgestellt.

### Africa Cup of Nations
wawa aba – Ghana 2008

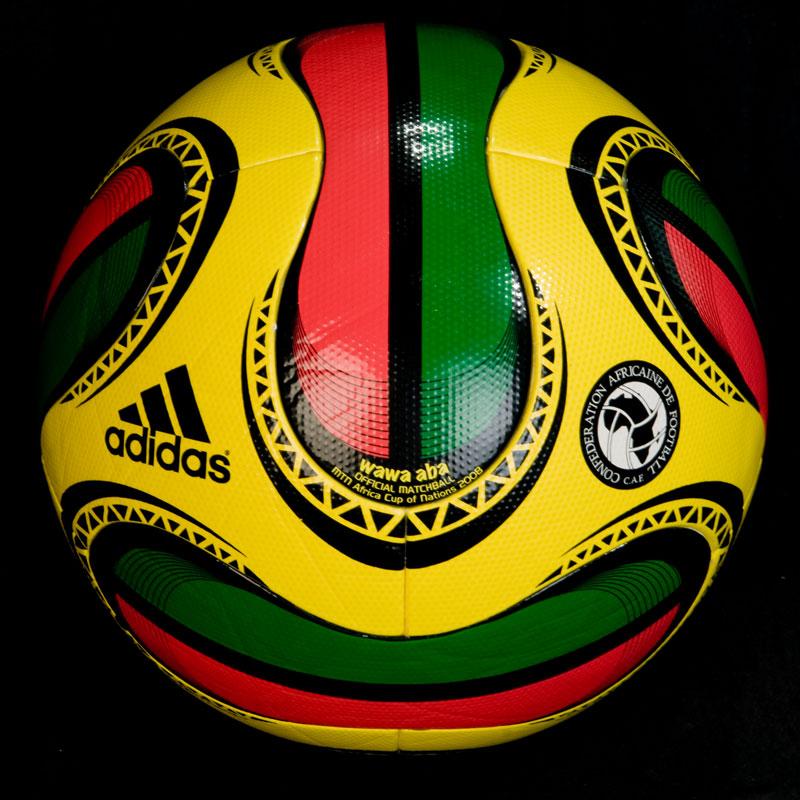
Adidas wawa aba (Ghana 2008)

Der wawa aba ist der erste eigens für die Afrikameisterschaft (Africa Cup of Nations) entworfene Spielball. Auch er wird von Adidas hergestellt und hat die identischen Eigenschaften wie der EUROPASS. Farblich ist er in rot, gelb, grün und schwarz gehalten, den Farben des Gastgeberlandes Ghana, die aber auch als pan-afrikanische Farben gelten, und hebt sich somit stark vom klassischen Farbschema mit weiß als Grundton ab. Das Design zeigt typisch afrikanische Elemente, und der Name wawa aba (deutsch: Samen des Abachi-Baums) steht für Stärke und Flexibilität.
Comoequa – Gabun & Äquatorialguinea 2012
Der Comoequa basiert auf dem Tango 12 und ist diesem auch im Design ähnlich, die Grundfarbe ist allerdings gelb. Der Name setzt sich aus dem Fluss Como, der durch beide Gastgeberländer fließt, und dem Äquator zusammen.

### Olympische Sommerspiele

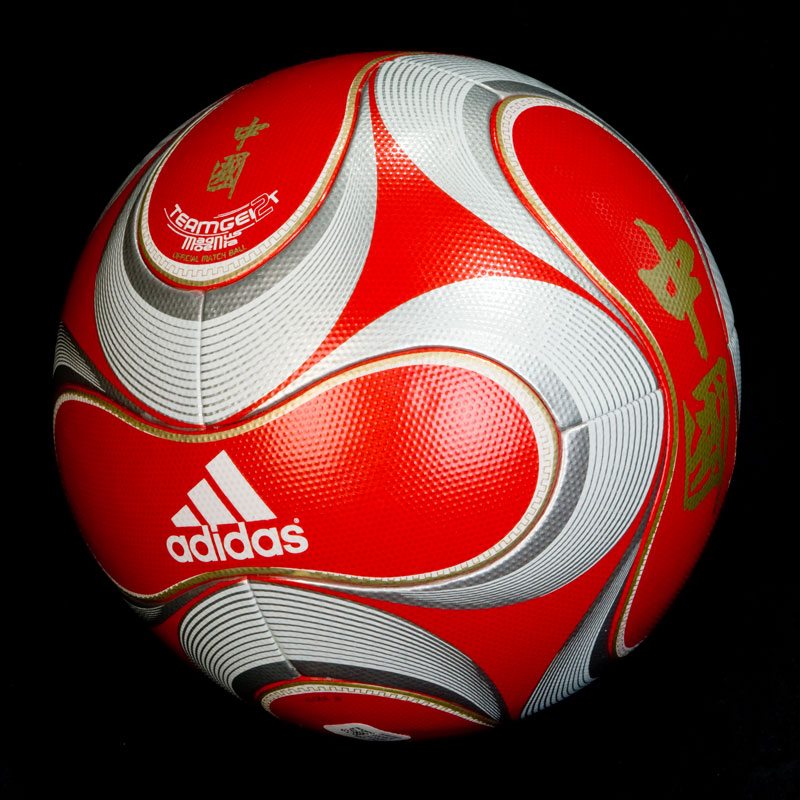
Adidas Teamgeist Magnus Moenia - (Olympische Sommerspiele 2008)

Bei den Olympischen Spielen wurden besonders geänderte Fußbälle genutzt:
- Questra Olympia – Atlanta 1996

Wie schon der Questra Europa, der bei der Fußball-EM in England im Juni desselben Jahres zum Einsatz kam, war der Questra Olympia ein nur optisch angepasster Questra der Fußball-WM 1994. Lediglich das olympische Feuer zierte anstelle der Sterne bzw. der Löwen die Sechsecke.
- Gamarada – Sydney 2000

Der Gamarada war eine grafische Überarbeitung des Terrestra Silverstream der Fußball-EM 2000. Anstelle von silberfarben war er rot und orange und sollte damit den Farben der australischen Outbacks entsprechen. Der Name wurde aus der Sprache der Aborigines übernommen und bedeutet so viel wie „Freund“.
- Pelias – Athen 2004

Der nach Pelias aus der griechischen Mythologie benannte Ball war der erste Fußball, der für Olympische Sommerspiele neu entwickelt wurde und nicht bloß eine grafische Anpassung erhielt.
- Magnus Moenia – Peking 2008

Der auch „Great Wall Star“ genannte Spielball der Olympischen Spiele in Peking baute auf der Technologie des Teamgeist II auf, der bei der FIFA-Klub-Weltmeisterschaft 2007 im Einsatz war. Sie soll dem Schiedsrichter das Überqueren der Torlinie signalisieren. Das Design orientiert sich an den Farben des Gastgeberlandes. Der Ball ist stark in rot gehalten mit goldenen chinesischen Schriftzeichen, 中國, die zu deutsch „China“ bedeuten.

## Ballersatz Fetzenlaberl
Arme Kinder spielten in der Zeit des Zweiten Weltkriegs auf der Straße typisch mit einem „Fetzenlaberl“ (Wiener Dialekt für einen festen, etwas elastischen Knäuel aus aufgewickelten Textilstreifen, einen Laib aus Fetzen) als Ersatz für einen Fußball.